# إليوت ليو
إليوت ليو (بالإنجليزية: Elliott Liu)‏ هو لاعب شطرنج أمريكي، ولد في 25 نوفمبر 1989 في بوسطن في الولايات المتحدة.

## وصلات خارجية
- إليوت ليو على موقع الاتحاد الدولي للشطرنج (الإنجليزية)
- إليوت ليو على موقع مباريات الشطرنج (الإنجليزية)
- إليوت ليو على موقع Chesstempo.com (الإنجليزية)
- إليوت ليو على موقع الاتحاد الأمريكي للشطرنج (الإنجليزية)